# 吉本ばなな
吉本 ばなな（よしもと ばなな、本名: 吉本 真秀子〈よしもと まほこ〉、1964年7月24日 - ）は、日本の小説家。旧筆名は、2003年から2015年までよしもと ばなな。事実婚の相手はロルファーの田畑浩良。
『キッチン』（1987年）で海燕新人文学賞、『ムーンライト・シャドウ』（1988年）で泉鏡花文学賞、『キッチン』と『うたかた／サンクチュアリ』(1988年)で芸術選奨新人賞、『TUGUMI』(1989年)で山本周五郎賞を、それぞれ受賞。非日常的な、神秘的な事象、また「生と死」「再生」をテーマとして書き続けている。

## 来歴・人物
東京都文京区千駄木出身。批評家・詩人の吉本隆明の次女。姉は漫画家のハルノ宵子。姉は絵がうまかったことから「それなら私は文章だ」と思い、5才くらいから作家になろうと考え、小学校4年生の時に処女作『赤い橋』を執筆した。
文京区立汐見小学校、文京区立第八中学校、東京都立板橋高等学校卒業。1987年3月、日本大学芸術学部文芸学科卒業。卒業制作の「ムーンライト・シャドウ」が担当教員の曽根博義に評価されて、日大芸術学部長賞を受賞。同年9月14日、第6回海燕新人文学賞の選考会が開かれ「キッチン」が受賞する（村上政彦の「純愛」も同時受賞）。「キッチン」が『海燕』1987年11月号に掲載され商業誌デビュー。1988年1月30日、初の単行本『キッチン』が刊行される。1989年3月20日、『TUGUMI』が中央公論社より刊行される。
『TUGUMI』は1989年年間ベストセラーの総合1位を、『キッチン』は同年間ベストセラーの総合2位を記録した。
生涯をかけて追求する大きなモチーフとして「死」を何度も取り上げている。テーマとしてこの世の神秘全般を扱っており、予知夢などがよく作品に描かれる。自分にそういった能力はないが、周囲に超能力を持つ人がたくさんいるという。
ホメオパシーの愛好者。前世の記憶があると述べている。
好きな作家は、ウィリアム・S・バロウズ、アイザック・シンガー、トルーマン・カポーティ。
TVゲームが好きで、中でもゲームクリエイターの飯野賢治にはファンレターを送っている。

## 略歴
- 1987年 - 『キッチン』で海燕新人文学賞を受賞。
- 1988年 - 『ムーンライト・シャドウ』で泉鏡花文学賞を受賞。
- 1989年 - 『キッチン』と『うたかた/サンクチュアリ』で芸術選奨新人賞を受賞。
- 1989年 - 『TUGUMI』で山本周五郎賞を受賞。
- 1993年 - イタリアのスカンノ賞を受賞。
- 1995年 - 『アムリタ』で紫式部文学賞を受賞。
- 1996年 - イタリアのフェンディッシメ文学賞（35歳以下部門）を受賞。
- 1999年 - イタリアのマスケラダルジェント賞文学部門を受賞。
- 2000年 - 『不倫と南米』でBunkamuraドゥマゴ文学賞を受賞。
- 2002年 - 筆名を「よしもとばなな」に改名[10]。
- 2011年 - イタリアのカプリ賞を受賞。
- 2015年 - 筆名を「吉本ばなな」に再改名。
- 2022年 - 『ミトンとふびん』で谷崎潤一郎賞を受賞[11]。

## 作品一覧

### 小説
- 『キッチン』 福武書店、1988/01/30 のち文庫、角川文庫、新潮文庫
- 『うたかた／サンクチュアリ』 福武書店、1988/08/05 のち文庫、角川文庫、新潮文庫
- 『哀しい予感』 角川書店、1988/12/15 のち文庫、幻冬舎文庫
- 『TUGUMI』 中央公論社、1989/03/20 のち文庫
- 『白河夜船』 福武書店、1989/07/15 のち文庫、角川文庫、新潮文庫
- 『N・P』 角川書店、1990/12/25 のち文庫
- 『とかげ』 新潮社、1993/04/20 のち文庫
- 『アムリタ』 福武書店、1994/01/12　のち角川文庫、新潮文庫
- 『マリカの永い夜・バリ夢日記』 幻冬舎、1994/03/27 のち『マリカのソファー/バリ夢日記 世界の旅』文庫
- 『ハチ公の最後の恋人』 メタローグ、1994/10/15 のち新装版が1996年中央公論社
- 『SLY 世界の旅2』 幻冬舎、1996/04/09 のち文庫
- 『ハネムーン』 中央公論社、1997/12/07 のち文庫
- 『ハードボイルド/ハードラック』 ロッキング・オン、1999 のち幻冬舎文庫
- 『オカルト』(吉本ばなな自選選集 1)  新潮社、2000
- 『ラブ』(吉本ばなな自選選集 2)  新潮社、2000
- 『デス』(吉本ばなな自選選集 3)  新潮社、2001
- 『ライフ』(吉本ばなな自選選集 4)  新潮社、2001
- 『体は全部知っている』 文藝春秋、2000　のち文庫
- 『不倫と南米 世界の旅3』 幻冬舎、2000　のち文庫
- 『ひな菊の人生』 ロッキング・オン 2000/11/1 のち幻冬舎文庫
- 『王国 その1 アンドロメダ・ハイツ』 新潮社、2002　のち文庫
- 『虹 世界の旅4』 幻冬舎、2002　のち文庫
- 『アルゼンチンババア』 奈良美智絵・写真 ロッキング・オン、2002　のち幻冬舎文庫
- 『ハゴロモ』 新潮社、2003/1/20 のち文庫
- 『ムーンライト・シャドウ』 マイケル・エメリック訳 朝日出版社、2003/6/12
- 『デッドエンドの思い出』 文藝春秋、2003　のち文庫
- 『なんくるない』 新潮社、2004　のち文庫
- 『High and dry (はつ恋)』 文藝春秋、2004　のち文庫
- 『海のふた』 ロッキング・オン、2004　のち中公文庫
- 『王国 その2 痛み、失われたものの影、そして魔法』 新潮社、2004　のち文庫
- 『王国 その3 ひみつの花園』 新潮社、2005　のち文庫
- 『みずうみ』 フォイル、2005　のち新潮文庫
- 『イルカ』 文藝春秋、2006　のち文庫
- 『ひとかげ』 幻冬舎、2006　のち文庫
- 『チエちゃんと私』 ロッキング・オン、2007　のち文春文庫
- 『まぼろしハワイ』 幻冬舎、2007　のち文庫
- 『サウスポイント』 中央公論新社、2008　のち文庫
- 『彼女について』 文藝春秋、2008　のち文庫
- 『もしもし下北沢』 毎日新聞社、2010　のち幻冬舎文庫
- 『どんぐり姉妹』 新潮社、2010
- 『アナザー・ワールド　王国　その4』 新潮社、2010
- 『ジュージュー』 文藝春秋、2011　のち文春文庫
- 『スウィート・ヒアアフター』 幻冬舎、2011/11/23 のち文庫
- 『さきちゃんたちの夜』 新潮社、2013
- 『スナックちどり』 文藝春秋、2013
- 『僕たち、恋愛しようか?』 マガジンハウス、2013
- 『花のベッドでひるねして』 毎日新聞社、2013/11/27 のち文庫
- 『HOLY』 幻冬舎、2014/04/01
- 『鳥たち』 集英社、2014/10/24 のち文庫
- 『サーカスナイト』 幻冬舎、2015/01/22
- 『ふなふな船橋』 朝日新聞出版、2015/10/07 のち文庫
- 『イヤシノウタ』新潮社、2016/４/27
- 『下北沢について』 幻冬舎、2016/9/23
- 『吹上奇譚 第一話 ミミとこだち』幻冬舎 2017/10/12
- 『吹上奇譚 第二話 どんぶり』幻冬舎 2019/1/24
- 『吹上奇譚 第三話 ざしきわらし』幻冬舎、2020年10月。ISBN 978-4-344-03698-7。
- 『ミトンとふびん』新潮社 2021/12/22
- 『はーばーらいと』昌文社 2023/06/26
- 『下町サイキック』河出書房新社 2024/07/16

### 随筆
- 『パイナツプリン』 角川書店、1989/9/1 のち文庫
- 『Songs from Banana note』 スイッチ・コーポレーション 扶桑社、1991/1/1
- 『日々のこと』 学習研究社、1991/12　のち幻冬舎文庫
- 『ばななのばなな』 メタローグ 1994
- 『夢について』 幻冬舎、1994/9 のち文庫
- 『B級BANANA―吉本ばなな読本』福武文庫 1995/3 のち角川文庫
- 『パイナップルヘッド』 幻冬舎 1995/11 のち文庫
- 『ばななブレイク』 幻冬舎 2000/9/1 のち文庫
- 『YOSHIMOTOBANANA.COM』 幻冬舎 2002/3/1
- 『バナタイム』 マガジンハウス 2002/12/1 のち幻冬舎文庫
- 『怒りそしてミルクチャンの日々』 幻冬舎 2002/9/1
- 『よしもとばななドットコム見参!―yoshimotobanana.com』 新潮文庫 2003/10/29
- 『ミルクチャンのような日々、そして妊娠?!―yoshimotobanana.com〈2〉』 新潮文庫 2003/10/29
- 『日々の考え』 リトルモア 2003/11 のち幻冬舎文庫
- 『子供ができました―yoshimotobanana.com〈3〉』 新潮文庫 2003/10/29
- 『こんにちわ!赤ちゃん―yoshimotobanana.com〈4〉』 新潮文庫 2004/6/27
- 『発見』2004/8/1 幻冬舎文庫
- 『赤ちゃんのいる日々―yoshimotobanana.com〈5〉』 新潮文庫 2004/10/28
- 『さようなら、ラブ子―yoshimotobanana.com〈6〉』 新潮文庫 2005/3/2
- 『引っこしはつらいよ―yoshimotobanana.com〈7〉』 新潮文庫 2005/6/26
- 『美女に囲まれ―yoshimotobanana.com〈8〉』 新潮文庫 2005/11/27
- 『なんくるなく、ない 沖縄(ちょっとだけ奄美)旅の日記ほか』 新潮文庫 2006
- 『人生の旅をゆく』 NHK出版 2006/6/22 のち幻冬舎文庫
- 『よしもとばなな　はじめての文学』 文藝春秋 2007
- 『ついてない日々のおもしろみ―yoshimotobanana.com〈9〉』 新潮文庫 2006/12/22
- 『ベリーショーツ 54のスマイル短編』 東京糸井重里事務所 2007
- 『愛しの陽子さん』 新潮文庫 2007
- 『なにもかも二倍』 新潮文庫 2008
- 『Q人生って?』 幻冬舎 2009/10/1 のち文庫
- 『ごはんのことばかり100話とちょっと』 朝日新聞出版 2009 のち文庫
- 『Q 健康って？』幻冬舎、2011/8/25 のち文庫
- 『すぐそこのたからもの』 文化出版局、2011/6/25 のち幻冬舎文庫
- 『ゆめみるハワイ』 世界文化社、2012/4/18 のち文庫
- 『人生の旅をゆく 2』 NHK出版 2012/11/23 のち幻冬舎文庫
- 『人生のこつあれこれ〈2012〉』新潮文庫 2013/3/28
- 『すばらしい日々』 幻冬舎、2013/10/24 のち文庫
- 『小さな幸せ46こ』 中央公論新社、2015/03/10 のち文庫
- 『イヤシノウタ』 新潮社、2016/4/27 のち文庫
- 『人生の旅をゆく 3』NHK出版 2017/8/23
- 『すべての始まり どくだみちゃんとふしばな1 』幻冬舎 2017/12/20 のち文庫
- 『忘れたふり どくだみちゃんとふしばな2』幻冬舎 2017/12/20 のち文庫
- 『切なくそして幸せな、タピオカの夢』幻冬舎 2018/7/26
- 『吉本ばななが友だちの悩みについてこたえる』 朝日新聞出版 2018/9/7
- 『「違うこと」をしないこと 』KADOKAWA 2018/10/12
- 『お別れの色 どくだみちゃんとふしばな3』幻冬舎 2018/11/22
- 『下北沢について』幻冬舎〈幻冬舎文庫〉、2019年2月。ISBN 978-4-344-42840-9。
- 『BANANA DIARY』幻冬舎 2019/12/11
- 『BANANA DIARY 2021-2022 力をくれるもの』幻冬舎、2020年12月。ISBN 978-4-344-03719-9。
- 『嵐の前の静けさ どくだみちゃんとふしばな4』幻冬舎〈幻冬舎文庫〉、2020年5月。ISBN 978-4-344-42983-3。
- 『大きなさよなら どくだみちゃんとふしばな5』幻冬舎〈幻冬舎文庫〉、2021年6月。ISBN 978-4-344-43095-2。
- 『幸せへのセンサー』幻冬舎 2024/5/9

### 共著
- 『Fruits basket フルーツバスケット 対談集』 福武書店 1990 のち文庫
- 『吉本ばななインタヴュー集』 リトル・モア 1992
- 『吉本隆明×吉本ばなな』 ロッキング・オン、1997
- 『なるほどの対話』河合隼雄、日本放送出版協会、2002 のち新潮文庫
- 『イタリアンばなな』 生活人新書、2002（NHK出版）
アレッサンドロ・G・ジェレヴィーニとの対談
- 『News from Paradise』 にじゅうに・大誠社、2005
パトリス・ジュリアン共著、碓井洋子訳
- 『恋愛について、話しました』 岡本敏子との対談 イースト・プレス、2005
- 『女ですもの』 内田春菊 ポプラ社、2007
- 『超スピリチュアル次元ドリームタイムからのさとし』ウィリアム・レーネン共著 伊藤仁彦訳 徳間書店、2009
- 『光のアカシャ・フィールド 超スピリチュアル次元の探求』ゲリー・ボーネルとの対談 徳間書店、2009
- 『女子の魂! ジョシタマ』 蝶々、マガジンハウス、2010
- 『女子の遺伝子』三砂ちづるとの対談 亜紀書房、2013
- 『小さないじわるを消すだけで』共著：ダライ・ラマ14世 幻冬舎、2014
- 『ジョンとばななの幸せってなんですか』共著：ジョン・キム 光文社、2016
- 『ドリームタイムの智慧　あなたらしく幸せに、心豊かに生きる』共著：ウィリアム・レーネン 角川文庫、2016
- 『ミラクル☆ヒーリング2 宇宙的しがらみの外し方』共著:小林健 ヒカルランド、2017
- 『そうだ魔法使いになろう！ 望む豊かさを手に入れる』徳間書店、2019年3月。ISBN 978-4-19-864758-2。大野百合子との共著。
- 『ウニヒピリのおしゃべり ほんとうの自分を生きるってどんなこと？』講談社、2019年8月。ISBN 978-4-06-514436-7。平良アイリーンとの共著。

### ガイドブック
- 『B級BANANA　吉本ばなな読本』福武文庫、1995年、角川文庫、1999年
- 『イエローページ吉本ばなな　作品別1987～1999』木股知史編著、新人物往来社、1999年
- 『本日の、ばなな』 新潮社・ムック、2001年7月

### 作家・作品論
- 『よしもとばなな　現代女性作家読本13』同刊行会編、鼎書房、2011年6月
- 『ユリイカ　特集＝吉本ばなな』2019年2月号、青土社

### オーディオブック
- 『デッドエンドの思い出』 USEN・ことのは出版、2007年11月

## 動画配信
- 「BANANA TV」（YouTube）

## 映画化された作品
- 1989年 - 『キッチン』 監督：森田芳光
- 1990年 - 『つぐみ』 監督：市川準
- 1997年 - 『kitchen キッチン』 監督：イム・ホー（日本・香港合作）
- 2007年 - 『アルゼンチンババア』 監督：長尾直樹
- 2015年 - 『白河夜船』 監督：若木信吾[12]
- 2015年 - 『海のふた』 監督：豊島圭介[13]
- 2019年 - 『デッドエンドの思い出』 監督：チェ・ヒョンヨン（日本・韓国合作）
- 2020年 - 『N・P』 監督：リサ・スピリアールト（日本・ベルギー合作）
- 2021年 - 『ムーンライト・シャドウ』 監督：エドモンド・ヨウ
- 2026年（予定） - 『ひな菊の人生』（劇場アニメ） 監督：湯浅政明[14]

## 外国語訳

### 英語
- Kitchen キッチン Megan Backus 1993
- Goodbye Tsugumi Michael Emmerich 2002
- N.P. Ann Sherif 1994
- Lizard とかげ　Ann Sherif 1995
- Amrita アムリタ　Russel F. Wasden 2001
- Asleep 白河夜船　Michael Emmerich 2001
- Hardboiled and Hard Luck ハードボイルド/ハードラック　Michael Emmerich 2006
- The Lake みずうみ　Michael Emmerich 2012
- Argentine Hag  アルゼンチンババア 2002
- The Premonition 哀しい予感 Asa Yoneda 2023

### フランス語
- Kitchen Dominique Palme et Kyôkô Satô
- N. P  Dominique Palmé et Kyôko Satô
- Le Lézard　とかげ　Dominique Palmé et Kyôko Satô
- Poupees Kokeshi
- Le Dernier Jour Elizabeth Suetsugu
- Dur, dur　Dominique Palmé et Kyôko Satô

### ドイツ語
- Kitchen キッチン Giorgio Amitrano und Wolfgang E. Schlecht　1994
- N. P Annelie Ortmanns-Suzuki 1995
- Tsugumi. Roman. Annelie Ortmanns 1998
- Dornröschenschlaf 白河夜船　Annelie Ortmanns und Gisela Ogasa  2001
- Amrita  アムリタ　Annelie Ortmanns　2002
- Sly Anita Brockmann 2004
- Hard-boiled /Hard Luck: Zwei Erzählungen ハードボイルド/ハードラック　Annelie Ortmanns 2005
- Eidechse とかげ　Anita Brockmann und Annelie Ortmanns 2007
- Federkleid ハゴロモ　Thomas Eggenberg 2009
- Mein Körper weiß alles: Dreizehn Geschichten 体は全部知っている　Annelie Ortmanns und Thomas Eggenberg 2011
- Ihre Nacht Thomas Eggenberg 2012

### イタリア語
- Kitchen　Giorgio Amitrano
- Tsugumi A. G. Gerevini
- Presagio Triste 哀しい予感 G. Amitrano
- Sonno Profondo 白河夜船　G. Amitrano e A. G. Gerevini
- Lucertola とかげ　G. Amitrano
- Amrita アムリタ G. Amitrano
- Ricordi di un Vicolo Cieco デッドエンドの思い出　G. Amitrano
- Chie-chan e io チエちゃんと私  G. Amitrano
- La Piccola Ombra  ひとかげ　A. G. Gerevini
- High & Dry. Primo Amore はつ恋 G. M. Follaco
- L'abito di Piume ハゴロモ　A. G. Gerevini
- L'ultima Amante di Hachiko ハチ公の最後の恋人 A. G. Gerevini
- La Luce che c'è Dentro le Persone
- N. P. G. Amitrano
- Honeymoon ハネムーン　G. Amitrano
- Arcobaleno 虹　A. G. Gerevini
- H/H ハードボイルド/ハードラック　G. Amitrano
- Il Corpo Sa Tutto 体は何でも知っている　G. Amitrano
- Il Coperchio del Mare 海のふた　A. G. Gerevini  2009
- Un Viaggio Chiamato Vita 人生の旅をゆく　G. M. Follaco 2010
- Delfini イルカ　A. G. Gerevini  2011
- Moshi moshi もしもし下北沢　G. M. Follaco 2012

### スペイン語
- Kitchen
- Tsugumi
- Sueño profundo 白河夜船　2008
- Recuerdos de un Callejon Sin Salida デッドエンドの思い出　2011

### ベトナム語
- Kitchen
- Vĩnh Biệt Tugumi
- Say Ngủ
- N.P
- Amrita
- Thằn lằn
- Nắp biển

## その他
- 日本テレビ系列で、吉本の名前をもじったバラエティ『吉本ばかな』という番組があった。ただし、本人とは無関係。
- 婚姻の届出はせず事実婚。相手が好きになったのであって、相手の家と結婚したいわけではない、と述べている。選択的夫婦別姓制度にも賛同する。
- 第7回日藝賞受賞[15]。
- 右の太ももに「バナナ」、左肩に「オバケのQ太郎」のタトゥーを彫っている[16]。
- 藤子・F・不二雄大全集「オバケのQ太郎」2巻（2009年、小学館）の解説を書いている。
- 作家としてデビューする前、金の無心をしようと父親の仕事場を訪れたところ、父親の著作を文庫化するために自宅を交渉訪問していた角川春樹と鉢合わせし、角川が嵌めていた腕時計を貰って引き下がったが、作家となった後に角川と再会し、「覚えているか？」と訊かれ、「覚えてます」と白状したという[17]。